# Собор Костромских святых
Собор Костромских святых (День всех святых в земле Костромской просиявших) — праздник Русской православной церкви в честь святых, связанных с Костромской епархией. Установлен в 1981 году по благословению патриарха Московского и всея Руси Пимена.

## История праздника
Первым известным провозвестником Евангелия в этих краях был преподобный Авраамий Ростовский, чья миссия положила начало христианизации славянских и финно-угорских племён в регионе. Город Кострома был основан через век после его упокоения, и вскоре получил статус удельного города Великого княжества Владимирского.
Ещё через век, после монголо-татарского нашествия, места эти облюбовали для земных своих подвигов ученики и собеседники преподобного Сергия Радонежского. Один за другим на Костромской земле они основали пустыни и монастыри, проповедовали местным язычникам из финно-угорских племмн, оставив после себя учеников, последовавших примерам своих духовных отцов.
Густые труднопроходимые леса и доступность пресной воды привлекали в Костромской край подвижников со всей России, и не только. В Смутное время на Костромской земле пролилась кровь первых местных мучеников от латынян пострадавших. Ими были насельники Богоявленского Костромского монастыря. Их духовными преемниками, спустя триста лет, стали новомученики и исповедники Костромские, местные архиереи, иереи и миряне, убитые за Христа большевиками.
За почти тысячелетнюю историю христианства в крае было явлено немало примеров подлинного подвижничества и сужения Богу, некоторые из которых были удостоены Церковью канонизации.
Праздник всех святых Костромской земли был установлен в 1981 году, по инициативе Кассиана (Ярославского), архиепископа Костромского и Галичского и по благословению Пимена, патриарха Московского и всея Руси. Празднование было определено в день памяти преподобного Геннадия Костромского, и 23 января (5 февраля) 1982 года было впервые совершено богослужение в честь Собора Костромских святых.

## Тропарь, глас 4
Днесь град Кострома вельми вами хвалится:/ в пределех бо земли Костромския, / яко звезды светозарный, возсиявше, / чудесы своими вся озарили есте/ и ныне молитеся ко Господу, отцы преблаженнии, Геннадие, Паисие, Авраамие,/ Иакове, Макарие и Пахомие, со инеми многими нашего края Небесными покровителями/ за град Кострому и всяк град, и страну, и люди, / верою и любовию вас почитающий,/ и о спасении душ наших.

## Святые XI века
Преподобный Авраамий Ростовский, жил как отшельник в Ростове на берегу озера Неро, креститель язычников, основатель Авраамиева Ростовского монастыря в честь Богоявления, архимандрит.

## Святые XIV века
Преподобный Авраамий Галичский, ученик и постриженик преподобного Сергия Радонежского, основатель Авраамиева Городецкого монастыря на берегу Чухломского озера в честь Покрова Божией Матери, игумен.
Благоверный Димитрий Донской, победитель в Куликовской битве, князь Московский и Великий князь Владимирский.
Святитель Дионисий Суздальский, архиепископ Суздальский и Нижегородский, митрополит Киевский и всея России, составитель Лаврентьевской летописи; борец с ересью стригольников и чудотворец.
Преподобный Пахомий Нерехтский, основатель Пахомиево-Нерехтского монастыря в честь Пресвятой Троицы в местече Сыпаново, игумен.

## Святые XV века
Преподобный Варнава Ветлужский, приходской священник, удалился в пустынь у Красной горы на берегу Ветлуги, где в полном уединении подвизался в течение 28 лет, почил в глубокой старости. Позднее, как и говорил старец, на месте его земного подвига возник монастырь — Варнавина пустынь, вокруг которого образовался город Варнавин (ныне посёлок Варнавино).
Преподобный Григорий Пельшемский, основатель Григориево-Пельшемского монастыря в честь Происхождения Честных Древ Животворящего Креста Господня, игумен.
Благоверный Димитрий Красный, Галичский, князь Галичский, внук благоверного Димитрия Донского.
Преподобный Иаков Брылеевский, ученик преподобного Иакова Железноборовского, послушник в Иаково-Железноборовском монастыре, основатель Брылевской пустыни в честь Введения во храм Божией Матери.
Преподобный Иаков Железноборовский, ученик и постриженик преподобного Сергия Радонежского, основатель Иаково-Железноборовского монастыря в честь святого пророка Предтечи и Крестителя Господня Иоанна, игумен.
Святитель Иона Московский, епископ Рязанский и Муромский, митрополит Московский и всея России, чудотворец.
Преподобный Кирилл Белозерский, собеседник преподобного Сергия Радонежского и основатель Кирилло-Белозерского монастыря в честь Успения Божией Матери, игумен.

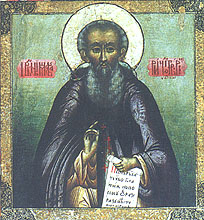
Макарий Желтоводский

Преподобный Макарий Желтоводский, ученик и постриженик святителя Дионисия Суздальского, основатель Макариево-Желтоводского монастыря в честь Пресвятой Троицы, Макарьевского Свияжского и Макарьевского Унженского монастырей, миссионер, просветитель удмуртов, татар, чувашей,марийцев креститель мусульман и язычников. Им была обретена Макарьевская икона Божией Матери.
Преподобный Макарий Писемский, ученик и постриженик преподобного Сергия Радонежского, основатель Макариево-Писемского монастыря в честь Преображения Господня, игумен.
Преподобный Никита Костромской, ученик и родственник преподобного Сергия Радонежского, основатель Богоявленского монастыря в Костроме, архимандрит.
Преподобный Павел Обнорский, ученик преподобного Сергия Радонежского, основатель Павло-Обнорского монастыря в честь Пресвятой Троицы, игумен.
Преподобный Паисий Галичский, в течение 70 лет подвизался в Паисиево-Галичском монастыре в честь Успения Божией Матери и святителя Николая Мирликийского, архимандрит. Им была обретена Овиновская икона Божией Матери.
Преподобный Сильвестр Обнорский, ученик и постриженник преподобного Сергия Радонежского, основатель Сильвестро-Обнорского монастыря в честь Воскресения Христова, игумен.

## Святые XVI века
Преподобный Иаков Галичский, иеромонах в Паисиево-Галичском монастыре, основал Староторжский монастырь в честь святителя Николая Мирликийского.
Преподобный Корнилий Комельский, иеромонах, основатель Корнилево-Комельского монастыря в честь Введения во храм Божией Матри, чудотворец.
Преподобный Тихон Луховской, по происхождению литвин, не желая принимать католичества пришел в Лух, где близ урочища Копытовки вёл жизнь отшельника, нестяжатель, чудотворец.
Преподобномученики Трифиллий, Макарий, Савватий, Финоген, Варлаам, Дионисий, Иов, Кирилл, Максим, Иоасаф и Гурий Костромские, насельники Костромского Богоявленского монастыря, пострадали за Христа от рук польско-литовских интервентов во главе с Лисовским в Смутное время. Память им совершается совместно с основателем монастыря, преподобным Никитой Костромским.

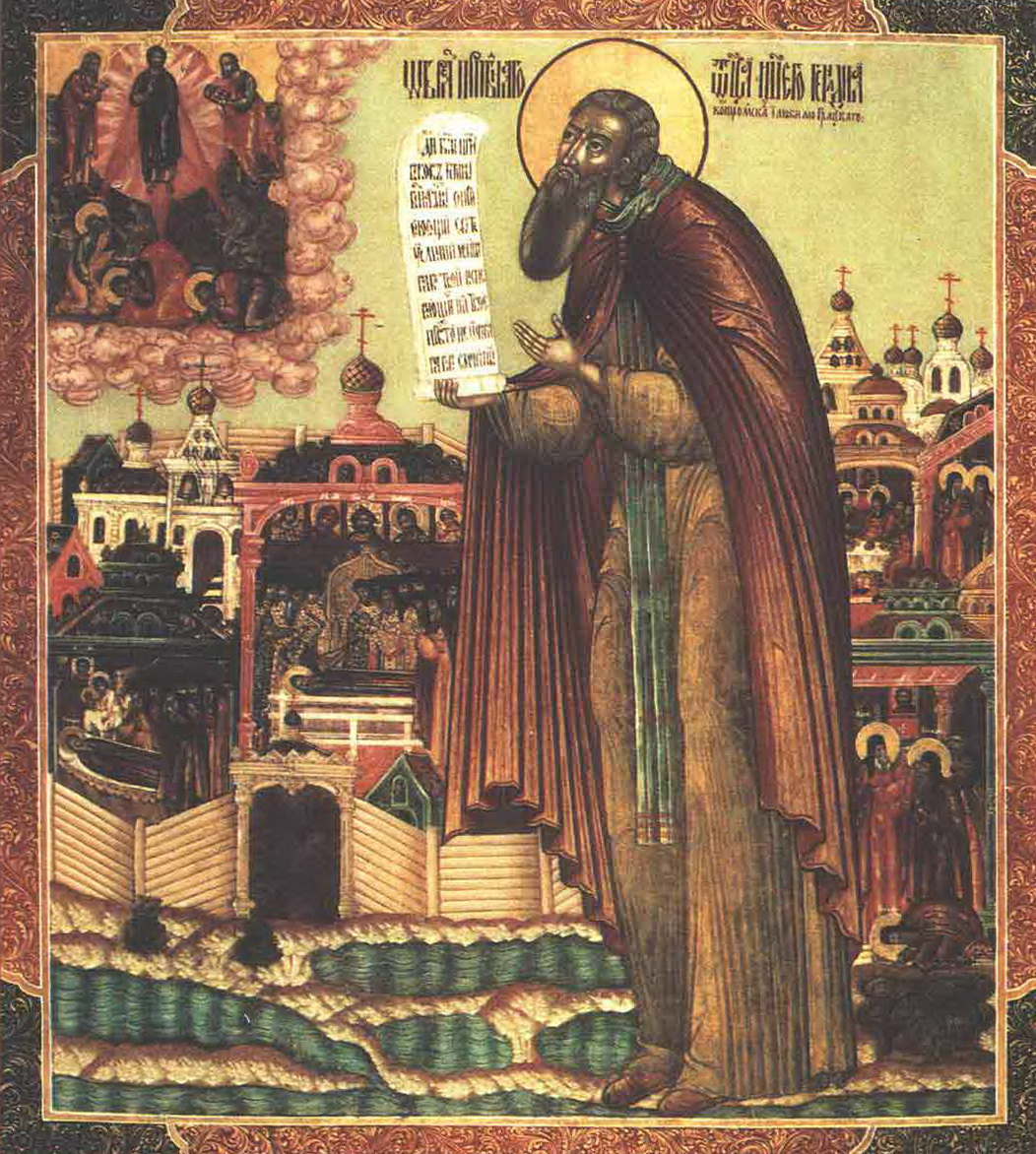
Геннадий Костромской

Преподобный Кирилл Новоезерский, ученик и постриженик преподобного Корнилия Комльского, основатель Кирилло-Новоезерского монастыря в честь Воскресения Христова и Божией Матери Одигитрии, игумен.
Преподобный Александр Вочский, Галичский, основатель Александровой пустыни на реке Воче, игумен.
Преподобный Геннадий Костромской, ученик и постриженик преподобного Корнилия Комельского, вместе с которым он основал Спасо-Геннадиев монастырь в честь Преображения Господня, игумен.
Блаженный Симон Юрьевецкий, Христа ради юродивый, по ложному доносу был подвергнут пыткам со стороны властей, от которых скончался.
Преподобный Ферапонт Монзенский, Галичский, юродствовал в Москве, затем пришёл в Кострому, монах, 13 лет подвизался в Костромском Крестовоздвиженском монастыре, затем перешёл в Монзенский монастырь.
Преподобный Герасим Луховской, ученик преподобного Тихона Луховского, монах.
Преподобный Фаддей Луховской, ученик преподобного Тихона Луховского, монах.

## Святые XVII века
Преподобный Феодосий Монзенский, слепой, ученик преподобного Ферапонта Монзенского, подвизался в Монзенском монастыре в честь Благовещения Божией Матери.
Преподобный Адриан Монзенский, ученик преподобного Ферапонта Монзенского, основал монастырь на реке Монзе в честь Благовещения Божией Матери.
Святитель Феодорит Рязанский, архиепископ Рязанский и Муромский, открыл мощи святителя Василия, епископа Рязанского и торжественно перенёс их в собор Успения Божией Матери. По поручению Земского Собора возглавил посольство к Михаилу Фёдоровичу Романову, с просьбой к нему стать на царство.

## Святые XVIII века
Святитель Митрофан Воронежский, в схиме Макарий, епископ Воронежский, ранее с 1675 по 1677 год являлся игуменом Унженского Троицкого монастыря.

## Святые XIX века
Преподобный Тимон Надеевский, старец, ученик преподобного Срафима Саровского, воззобновитель Надеевской пустыни.
Преподобный Макарий Алтайский, ученик святителя Филарета Московского, архимандрит, миссионер, просветитель алтайцев, полиглот, переводчик Священного Писания и святых отцов.
Святитель Игнатий Кавказский, епископ Кавказский и Черноморский, церковный писатель, настоятель Николо-Бабаевского монастыря.

## Святые XX века

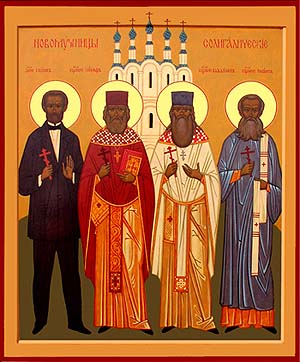
Новомученики Солигаличские

Священномученик Димитрий Доброседов, архиепископ Можайский, с 13 января 1929 года по 13 мая 1932 года — архиепископ Костромской, арестован и расстрелян большевиками.
Священномученик Никодим Кротков, архиепископ Костромской, кандидат богословия, арестован и замучен большевиками в заключении.
Священномученик Иосиф Смирнов, протоиерей в соборе Рождества Божией Матери в Солигаличе, расстрелян карательным отрядом большевиков.
Священномученик Василий Разумов, иерей храма в честь Пресвятой Троицы в Нерехте, арестован большевиками и расстрелян в окрестностях Нерехты.
Священномученик Владимир Ильинский, иерей при Богородице-Феодоровском Ратьковском женском монастыре близ Солигалича, расстрелян карательным отрядом большевиков.
Священномученик Иоанн Касторский, диакон при Богородице-Феодоровском Ратьковском женском монастыре близ Солигалича, расстрелян карательным отрядом большевиков.
Мученик Иоанн Перебаскин, кандидат богословия, смотритель духовного училища, расстрелян карательным отрядом большевиков.

Царственный страстотерпец император Николай II, российский император, убит большевиками вместе с женой и детьми.
Царственная страстотерпица императрица Александра.
Царственный страстотерпец цесаревич Алексий.
Царственная стратотерпица великая княжна Ольга.
Царственная стратотерпица великая княжна Татиана.
Царственная стратотерпица великая княжна Мария.
Царственная стратотерпица великая княжна Анастасия.
Преподобномученица Елисавета Алапаевская, великая княгиня, основательница Марфо-Мариинской обители милосердия в Москве, убита большевиками.
Святитель Василий Кинешемский, епископ Кинешемский, исповедник, церковный писатель, неоднократно подвергался гонениям со стороны большевиков, умер в ссылке, чудотворец.

## Покровитель Костромы

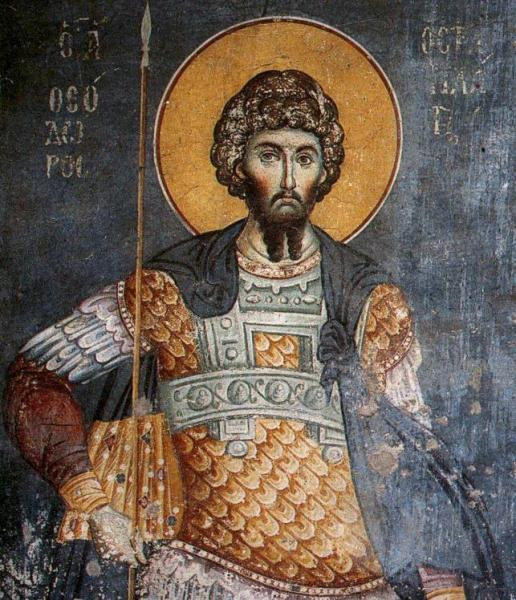
Феодор Стратилат

Великомученик Феодор Стратилат (319) является небесным покровителем города Кострома. Однако этот святой не входит в Собор Костромских Святых.

## Местночтимые подвижники
Стефан, Христа ради юродивый (1667), сведений не сохранилось, его «Житие» сгорело в огне пожара, уничтожившего областной архив.
Евпраксия, монахиня (1823), насельница Свято-Троицкого монастыря близ Галича, сохранилось «Житие».
Тит, пустынник, сведений не сохранилось.

## Хронологический список святых Костромской земли
Список по дням литургической памяти святых (юлианский календарь).
| Святой/Святая                                                                                | Лик                        | Дата рождения | Место рождения                     | Дата смерти | Место смерти                      | Дата канонизации | Память                                 |
| -------------------------------------------------------------------------------------------- | -------------------------- | ------------- | ---------------------------------- | ----------- | --------------------------------- | ---------------- | -------------------------------------- |
| Макарий Писемский                                                                            | преподобный                | XIV           | село Данилово, Галич               | XV          | Макариев Писемский монастырь      |                  | 10 (23) января                         |
| Павел Обнорский                                                                              | преподобный                | 1317          | Москва                             | 1429        | Павло-Обнорский монастырь         | 1547             | 10 (23) января                         |
| Тимон Надеевский                                                                             | преподобный                | 1766          | Балахна                            | 1840        | Надеевская пустынь                | 2003             | 10 января                              |
| Геннадий Костромской                                                                         | преподобный                | XV            | Могилев                            | 1565        | Спасо-Геннадиев монастырь         | 1646             | 23 января (5 февраля) преставление     |
| Кирилл Новоезерский                                                                          | преподобный                | XV            | Галич                              | 1532        | Кирилло-Новоезерский монастырь    | 1649             | 4 (17) февраля преставление            |
| Владимир Ильинский                                                                           | священномученик            | 1833          | Солигалич                          | 1918        | Солигалич                         | 2000             | 22 февраля (8 марта)                   |
| Иоанн Касторский                                                                             | священномученик            | 1848          | село Николо-Берзовец (Солигалич)   | 1918        | Солигалич                         | 2000             | 22 февраля (8 марта)                   |
| Иоанн Перебаскин                                                                             | мученик                    | 1862          | Кострома                           | 1918        | Солигалич                         | 2000             | 22 февраля (8 марта)                   |
| Иосиф Смирнов                                                                                | священномученик            | 1864          | Кострома                           | 1918        | Солигалич                         | 2000             | 22 февраля (8 марта)                   |
| Пахомий Нерехтский                                                                           | преподобный                | XIV           | Владимир                           | 1384        | Пахомиево-Нерехтский монастырь    | 1675             | 23 марта преставление                  |
| Александр Вочский                                                                            | преподобный                |               |                                    | XVI         |                                   |                  | 27 марта                               |
| Иона Московский                                                                              | святитель                  |               | Солигалич                          | 1461        | Москва                            | 1547             | 31 марта (13 апреля) преставление      |
| Иаков Галичский                                                                              | преподобный                |               |                                    | XV          | Галич                             |                  | 4 апреля                               |
| Иаков Брылеевский                                                                            | преподобный                |               |                                    | XV          | Брылеевская пустынь               |                  | 11 (24) апреля                         |
| Иаков Железноборовский                                                                       | преподобный                | XIV           | Галич                              | 1442        | Иаково-Железноборовский монастырь | 1613             | 11 (24) апреля преставление            |
| Сильвестр Обнорский                                                                          | преподобный                |               |                                    | 1379        | Сильвестро-Обнорский монастырь    | 1645             | 25 апреля (8 мая)                      |
| Игнатий Кавказский                                                                           | святитель                  | XVIII         | село Покровское (Грязовец)         | 1867        | Николо-Бабаевский монастырь       | 1988             | 30 апреля (13 мая)                     |
| Адриан Монзенский                                                                            | перподобный                | XVI           | Кострома                           | 1610        | Монзенский монастырь              | 1645             | 5 мая                                  |
| Иаков Железноборовский                                                                       | преподобный                | XIV           | Галич                              | 1442        | Иаково-Железноборовский монастырь | 1613             | 5 (18) мая обретение мощей             |
| Симон Юрьевецкий                                                                             | блаженный                  | XVI           | село Братское (Юрьевец Поволжский) | 1586        | Юрьевец Поволжский                | 1635             | 10 (23) мая                            |
| Пахомий Нерехтский                                                                           | преподобный                | XIV           | Владимир                           | 1384        | Пахомиево-Нерехтский монастырь    | 1675             | 15 (28) мая тезоиментиство             |
| Макарий Алтайский                                                                            | преподобный                | 1792          | Вязьма                             | 1847        | Болхов                            | 1983             | 18 (31) мая                            |
| Димитрий Донской                                                                             | благоверный                | 1350          | Москва                             | 1389        | Москва                            | 1988             | 19 мая (1 июня)                        |
| Корнилий Комельский                                                                          | преподобный                | 1457          | Ростов Великий                     | 1537        | Корнилиево-Комельский монастырь   | 1600             | 19 мая (1 июня)                        |
| Паисий Галичский                                                                             | преподобный                |               |                                    | 1460        | Галич                             |                  | 23 мая (5 июня)                        |
| Иона Московский                                                                              | святитель                  |               | Солигалич                          | 1461        | Москва                            | 1547             | 27 мая (9 июня) перенесение мощей      |
| Ферапонт Монзенский                                                                          | преподобный                |               |                                    | 1597        | Монзенский монастырь              | 1645             | 27 мая (9 июня) тезоименитство         |
| Иаков Галичский                                                                              | преподобный                |               |                                    | XV          | Галич                             |                  | 30 мая                                 |
| Герасим Луховской                                                                            | преподобный                |               |                                    | XVI         |                                   |                  | 7 июня                                 |
| Фаддей Луховской                                                                             | преподобный                |               |                                    | XVI         |                                   |                  | 7 июня                                 |
| Кирилл Белозерский                                                                           | преподобный                | 1347          | Москва                             | 1427        | Кирилло-Белозерский монастырь     | 1447             | 9 (22) июня                            |
| Варнава Ветлужский                                                                           | преподобный                | XIV           | Великий Устюг                      | 1445        | Варнавин                          | 1639             | 11 (24) июня                           |
| Иона Московский                                                                              | святитель                  |               | Солигалич                          | 1461        | Москва                            | 1547             | 15 (28) июня                           |
| Тихон Луховской                                                                              | преподобный                |               |                                    | 1503        | Лух                               | 1569             | 16 (29) июня преставление              |
| Дионисий Суздальский                                                                         | святитель                  | 1300          | Киев                               | 1385        | Киев                              | 1552             | 26 июня (9 июля) тезоименитство        |
| Тихон Луховской                                                                              | преподобный                |               |                                    | 1503        | Лух                               | 1569             | 26 июня (9 июля) обретение мощей       |
| Николай II, император                                                                        | царственный страстотерпец  | 1868          | Царское Село                       | 1918        | Екатеринбург                      | 2000             | 4 (17) июля                            |
| Александра, императрица                                                                      | царственная страстотерпица | 1872          | Дармштадт                          | 1918        | Екатеринбург                      | 2000             | 4 (17) июля                            |
| Алексий, цесаревич                                                                           | царственный страстотерпец  | 1904          | Царское Село                       | 1918        | Екатеринбург                      | 2000             | 4 (17) июля                            |
| Ольга, великая княжна                                                                        | царственная страстотерпица | 1895          | Царское Село                       | 1918        | Екатеринбург                      | 2000             | 4 (17) июля                            |
| Татиана, великая княжна                                                                      | царственная страстотерпица | 1897          | Царское Село                       | 1918        | Екатеринбург                      | 2000             | 4 (17) июля                            |
| Мария, великая княжна                                                                        | царственная страстотерпица | 1899          | Царское Село                       | 1918        | Екатеринбург                      | 2000             | 4 (17) июля                            |
| Анастасия, великая княжна                                                                    | царственная страстотерпица | 1901          | Царское Село                       | 1918        | Екатеринбург                      | 2000             | 4 (17) июля                            |
| Елисавета Алапаевская                                                                        | преподобномученица         | 1864          | Дармштадт                          | 1918        | Алапаевск                         | 1981             | 5 (18) июля                            |
| Авраамий Галичский                                                                           | преподобный                |               |                                    | 1375        | Авраамиев Городецкий монастырь    | 1553             | 20 июля (2 августа)                    |
| Макарий Желтоводский                                                                         | преподобный                | 1349          | Нижний Новгород                    | 1444        | Кирилло-Белозерский монастырь     | 1610             | 25 июля (7 августа)                    |
| Василий Кинешемский                                                                          | святитель                  | 1876          | Кинешма                            | 1945        | село Бирилюссы (Красноярск)       | 1993             | 31 июля                                |
| Митрофан Воронежский                                                                         | святитель                  | 1623          | село Антилохово (Иваново)          | 1703        | Воронеж                           | 1832             | 7 (20) августа первое обретение мощей  |
| Никодим Кротков                                                                              | священномученик            | 1868          | село Погрешено (Кострома)          | 1938        | Ярославль                         | 1995             | 8 (21) августа                         |
| Геннадий Костромской                                                                         | преподобный                | XV            | Могилев                            | 1565        | Спасо-Геннадиев монастырь         | 1646             | 19 августа местная традиция            |
| Александр Вочский                                                                            | преподобный                |               |                                    | XVI         |                                   |                  | 30 августа                             |
| Митрофан Воронежский                                                                         | святитель                  | 1623          | село Антилохово (Иваново)          | 1703        | Воронеж                           | 1832             | 4 (17) сентября второе обретение мощей |
| Василий Разумов                                                                              | священномученик            | 1879          | село Кучино (Кострома)             | 1937        | Нерехта                           | 2000             | 9 (22) сентября                        |
| Феодорит Рязанский                                                                           | святитель                  | 1551          | Рязань                             | 1617        | Рязань                            | 1987             | 10 сентября                            |
| Никита Костромской                                                                           | преподобный                | 1360          | Серпухов                           | XV          | Кострома                          |                  | 15 сентября                            |
| Трифиллий, Макарий, Савватий, Финоген, Варлаам, Дионисий, Иов, Кирилл, Максим, Иоасаф, Гурий | преподобномученики         |               |                                    | 1608        | Кострома                          |                  | 15 сентября                            |
| Димитрий Красный, Галичский                                                                  | благоверный                |               |                                    | 1441        | Бежецк                            |                  | 23 сентября                            |
| Григорий Пельшемский                                                                         | преподобный                | XIV           | Галич                              | 1442        | Григоево-Пельшемкий монастырь     | 1549             | 30 сентября (13 октября)               |
| Павел Обнорский                                                                              | преподобный                | 1317          | Москва                             | 1429        | Павло-Обнорский монастырь         | 1547             | 7 октября                              |
| Димитрий Доброседов                                                                          | священномученик            | 1864          | село Пахотный Угол (Тамбов)        | 1937        | Бутово (Москва)                   | 2000             | 8 (21) октября                         |
| Дионисий Суздальский                                                                         | святитель                  | 1300          | Киев                               | 1385        | Киев                              | 1552             | 15 (28) октября преставление           |
| Авраамий Ростовский                                                                          | преподобный                |               |                                    | 1010        | Ростов                            | 1200             | 29 октября (11 ноября)                 |
| Симон Юрьевецкий                                                                             | блаженный                  | XVI           | село Братское (Юрьевец Поволжский) | 1586        | Юрьевец Поволжский                | 1635             | 4 (17) ноября преставление             |
| Кирилл Новоезерский                                                                          | преподобный                | XV            | Галич                              | 1532        | Кирилло-Новоезерский монастырь    | 1649             | 17 ноября обретение мощей              |
| Митрофан Воронежский                                                                         | святитель                  | 1623          | село Антилохово (Иваново)          | 1703        | Воронеж                           | 1832             | 23 ноября (6 декабря) преставление     |
| Феодосий Монзенский                                                                          | перподобный                |               |                                    | 1602        | Монзенский монастырь              | XVII             | 12 декабря                             |
| Ферапонт Монзенский                                                                          | преподобный                |               |                                    | 1597        | Монзенский монастырь              | 1645             | 12 (25) декабря преставление           |